# Będlino (przystanek kolejowy)
Będlino – nieczynny przystanek osobowy w Będlinie w Polsce, w województwie zachodniopomorskim, w powiecie drawskim, w gminie Wierzchowo dawnej linii kolejowej nr 416.